# Herzogtum Sagan

Wappen der Herzöge von Sagan

Das Herzogtum Sagan entstand 1274 durch Ausgliederung aus dem Herzogtum Glogau. Unter Herzog Heinrich IV. wurde es 1329 als ein Lehen der Krone Böhmen unterstellt und bis 1472 vom Glogauer Zweig der Schlesischen Piasten regiert. Danach gelangte es nacheinander an die sächsischen Wettiner, an Albrecht von Wallenstein, an die böhmischen Lobkowitz sowie an den kurländischen Herzog Peter von Biron und dessen Nachkommen. Nach dem Ersten Schlesischen Krieg fiel es 1742 mit fast ganz Schlesien an Preußen. 1844 wurde es vom preußischen König Friedrich Wilhelm IV. als Preußisches Thronlehen Fürstentum Sagan konstituiert, das bis 1919 bestand. Residenzort war die Stadt Sagan (heute Żagań in der Woiwodschaft Lebus in Polen).

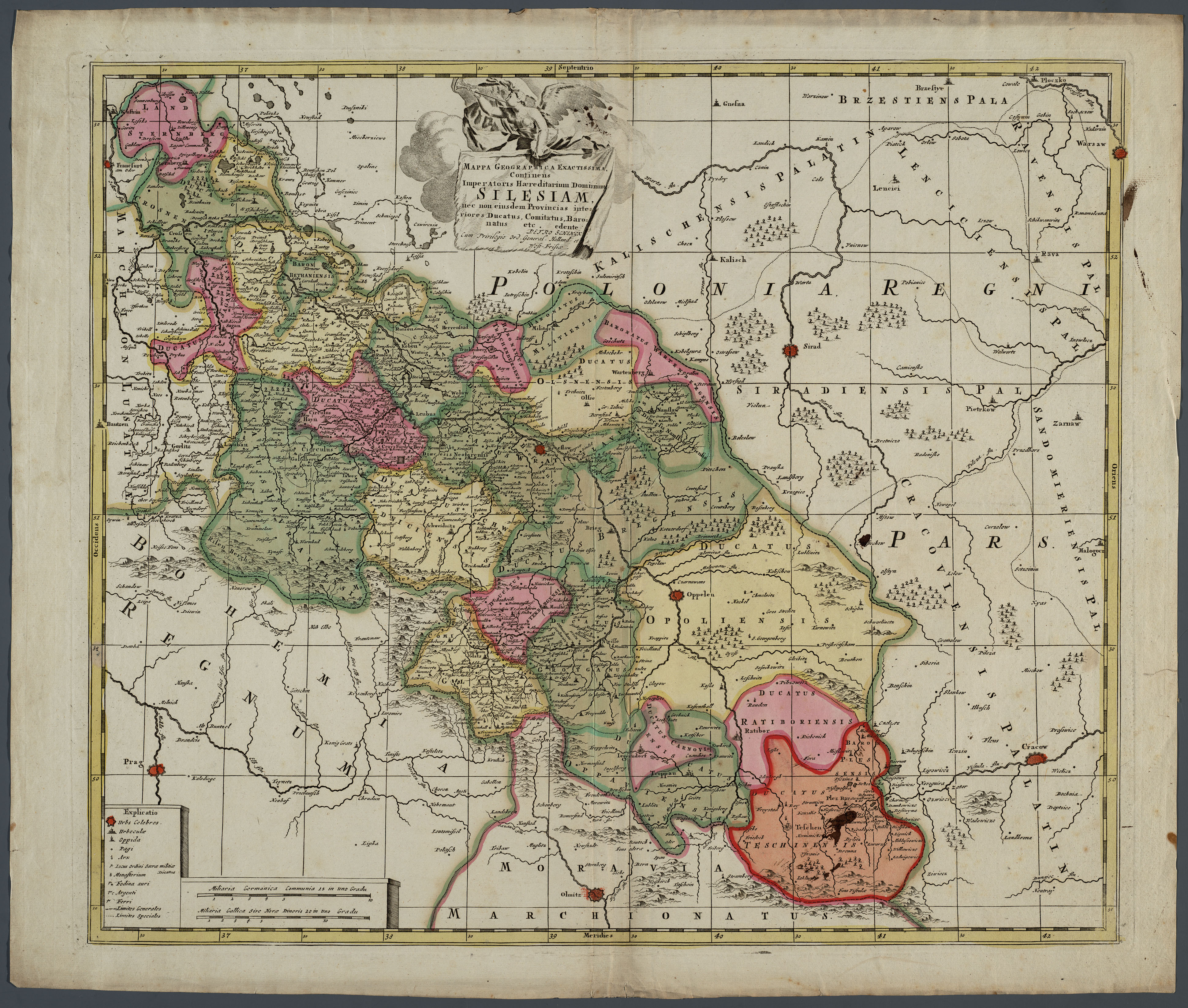
Herzogtum Sagan (Ducatus Saganiensis), Schlesienkarte von Petrus Schenk, 1710

## Geschichte
Nach dem Tod des Herzogs Konrad II. von Schlesien 1273/74 wurde dessen Erbe unter seine drei Söhne Konrad III. „Köberlein“, Primislaus I. und Heinrich III. geteilt. Das Gebiet von Sagan wurde für Konrad III. „Köberlein“ ausgegliedert. Da Primislaus I. schon 1289 verstarb, fiel Sagan nach Konrads III. Tod 1304 an Heinrich III. „Sperling“, der es wiederum mit Glogau verband. Er starb 1309 und hinterließ die Söhne Heinrich IV. „den Treuen“, Konrad I., Boleslaus, Johann und Primislaus II. Sie verwalteten ihr Erbe bis 1312 unter der Vormundschaft ihrer Mutter Mechthild zunächst gemeinsam. Um einer Zersplitterung ihrer Gebiete vorzubeugen, teilten sie ihren Besitz am 29. Februar 1312 zunächst in zwei Teile, wobei Heinrich IV. und seine beiden jüngsten Brüder Johann und Primislaus/Primko II. das westliche Gebiet mit Sagan erhielten. 1314 verloren sie u. a. Sagan, das sich ihr Verwandter, der Brandenburger Markgraf Waldemar pfandweise angeeignet hatte. Nach dessen Tod 1319 erhielten sie es wieder zurück und teilten es neu auf. Sagan fiel an Heinrich IV., der nun als Herzog von Sagan titulierte. Er übergab sein Gebiet 1329 in Breslau freiwillig als ein Lehen an den böhmischen König Johann von Luxemburg und damit an die Krone Böhmen, was 1335 mit dem Vertrag von Trentschin bestätigt wurde.
Nach Heinrichs IV. Tod 1342 folgte ihm sein gleichnamiger Sohn Heinrich V. „der Eiserne“ als Alleinerbe. Er hinterließ 1369 die Söhne Heinrich VI. d. Ä., Heinrich VII. „Rumpold“ und Heinrich VIII. Sie verwalteten ihr Erbe bis 1378 zunächst gemeinsam, anschließend titulierte Heinrich VI. d. Ä. als Herzog von Sagan. Nach dessen Tod 1393 folgte ihm Heinrich VIII. „Sperling“, der Sagan mit seiner Hälfte von herzoglich Glogau verband. Da bei dessen Tod 1397 seine Söhne Johann I., Heinrich IX., Heinrich X. und Wenzel noch unmündig waren, führten sie bis 1403 die Regentschaft über das ungeteilte Erbe zunächst gemeinsam mit ihrer Mutter aus, wobei sie unter der Vormundschaft ihres Onkels Ruprecht I. von Liegnitz standen. 1403 übernahm der älteste Bruder Johann I. die Regentschaft über Sagan und herzoglich Glogau, zugleich für seine jüngeren Brüder. 1413 wurde für ihn das nun wieder eigenständige Gebiet von Sagan ausgegliedert, wobei er gleichzeitig auf die Erbfolge im herzoglichen Anteil von Glogau verzichten musste. 1414 konnte er von den v. Hakenborn die (nieder-)lausitzische Herrschaft Priebus erwerben. Sie wurde dadurch an das Herzogtum Sagan und damit an Schlesien angeschlossen. Wie seine Brüder huldigte Johann 1420 in Breslau dem böhmischen Landesherrn Sigmund. Nach dem Tod des Bruders Heinrich X. 1423 befehdete sich Johann I., der sich mit Sagan nicht zufriedengeben wollte, mit seinem Bruder Heinrich IX. um das Erbe Heinrichs X.
Johann I. starb 1439 und vererbte Sagan an seine vier Söhne Balthasar, Rudolf, Wenzel und Johann II. Er führte den Kampf seines Vaters um Glogau gegen Heinrich IX. fort. Mit einem 1450 geschlossenen Teilungsvertrag erhielt der älteste Bruder Balthasar das Herzogtum Sagan und Johann II. das davon abgetrennte Gebiet von Priebus. Da sich Johann II. benachteiligt fühlte, machte er Balthasar seinen Besitz streitig und bemächtigte sich 1461 Sagans. Zwar gelang es Balthasar, der ein Anhänger des böhmischen Königs Georg von Podiebrad war, 1467 Sagan zurückzuerobern, jedoch nahm es Johann II., der den Gegenkönig Matthias Corvinus unterstützte, 1472 erneut ein. Er ließ seinen Bruder Balthasar im Rundturm der Stadtfestung Priebus festsetzen, wo dieser am 15. Juli 1472 am Hungertod verstarb. Anschließend vereinigte Johann II. die Herrschaften Priebus und Sagan wieder und verkaufte das Herzogtum noch im selben Jahr am 12. Dezember an den sächsischen Herzog Albrecht den Beherzten.
Während der Herrschaft der Wettiner, die im Fürstentum Sagan die Reformation einführten, wurde die Zugehörigkeit zu Schlesien gelockert. 1549 musste Herzog Moritz von Sachsen Sagan an den böhmischen Landesherrn König Ferdinand I. abtreten, der ihm im Tausch dafür einige böhmische Enklaven übergab. Dadurch gelang es Ferdinand I., das Haus Wettin aus dem Kreis der schlesischen Fürsten auszuschalten. Drei Jahre später übergab Ferdinand I. Sagan pfandweise an den Markgrafen Georg Friedrich I. von Hohenzollern, der im Tausch dafür auf das Herzogtum Oppeln-Ratibor verzichten musste. Nach Auslösung des Pfandes durch die Krone Böhmen verlor er es jedoch schon 1558. Im selben Jahr verpfändete es Ferdinand I. an den Breslauer Bischof Balthasar von Promnitz. Nach dessen Tod 1562 erbte es sein Neffe Seyfried von Promnitz, bei dessen Nachkommen es bis 1601 blieb.
1628 übertrug Kaiser Ferdinand II. in seiner Eigenschaft als König von Böhmen das heimgefallene Lehen seinem Feldherrn Albrecht von Wallenstein, wobei er es gleichzeitig wieder zu einem Herzogtum erhob. Nach Wallensteins Tod 1634 wurde das Herzogtum Sagan von Ferdinand II. konfisziert, der es am 2. Juli 1646 seinem Parteigänger, dem Fürsten Wenzel Eusebius von Lobkowitz auf Raudnitz überließ, der als Herzog von Sagan titulierte.

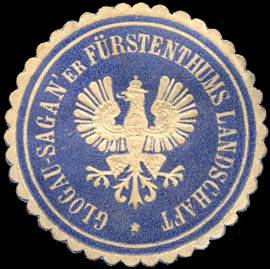
Siegelmarke Glogau – Saganer Fürstenthums Landschaft

Lobkowitz verfolgte die von Wallenstein eingeleitete Gegenreformation zunächst nicht weiter. Die 1602 an die Stadt Sagan verkauften Kammergüter kaufte er zielstrebig zurück und zog erledigte Lehen ein. Dadurch konnte er den Grundbesitz des Herzogtums erheblich erweitern. Er ließ das Schloss Sagan nach Plänen des italienischen Architekten Antonio della Porta neu bauen. Mehr als ein Jahrhundert später verkaufte sein Nachkomme Joseph Franz Maximilian von Lobkowitz († 1816) das Fürstentum Sagan am 29. März 1786 dem kurländischen Herzog Peter von Biron, der im Jahre 1800 verstarb. Ihm folgte dessen älteste Tochter Wilhelmine, die 1839 von ihrer Schwester Pauline beerbt wurde. Von ihr erwarb es 1842 deren Schwester Dorothea, die mit dem Grafen Edmond de Talleyrand-Périgord, einem Neffen des französischen Außenministers Charles-Maurice de Talleyrand verheiratet war. Für sie und ihre Nachkommen wurde 1844 vom preußischen König Friedrich Wilhelm IV. das Preußische Thronlehen Fürstentum Sagan geschaffen, dessen Fürst Mitglied im schlesischen Provinziallandtag sowie im Preußischen Herrenhaus war. 1929 erlosch der Herzogtitel, 1935 die Lehnseigenschaft.
Politisch bildete das Gebiet ab 1741 den schlesischen Kreis Sagan, der 1932 aufgelöst und auf die Kreise Sprottau, Grünberg i. Schles. und Rothenburg (Ob. Laus.) aufgeteilt wurde. Bis zur Enteignung 1945 blieb die einstige Standesherrschaft mit dem Schloss Sagan im Besitz der Herzöge von Talleyrand-Périgord.

## Herzöge von Sagan

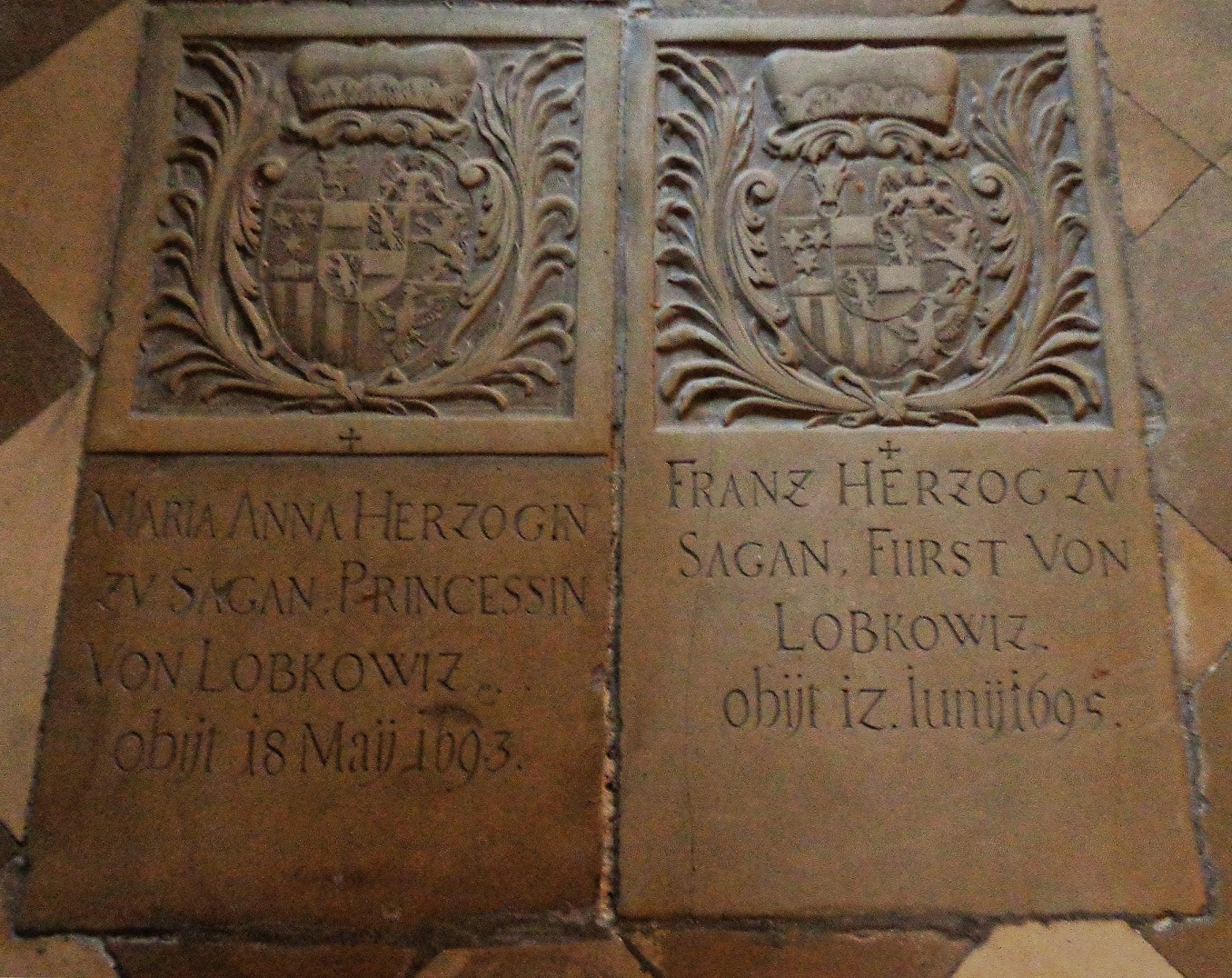
St. Emmerams-Basilika Regensburg, Gräber Franz von Lobkowicz, Herzog zu Sagan (gest. 1695) and Maria Anna von Lobkowicz, Herzogin zu Sagan (gest. 1693).

- 1273/74–1304 Konrad III. „Köberlein“
  - 1314–1319 pfandweise an Waldemar von Brandenburg
- 1319–1342 Heinrich IV.
- 1342–1369 Heinrich V. „der Eiserne“
- 1369–1378 Heinrich VI. d. Ä. gemeinsam mit Heinrich VII. Rumpold und Heinrich VIII. „Sperling“
- 1378–1393 Heinrich VI. d. Ä.
- 1393–1397 Heinrich VIII. „Sperling“
- 1403–1413 Johann I., als Vormund seiner Brüder
- 1413–1439 Johann I.
- 1439–1450 Balthasar II., gemeinsam mit den jüngeren Brüdern Rudolf, Wenzel und Johann II.
- 1450–1454 Balthasar II. gemeinsam mit Rudolf († 1454)
- 1454–1461 und 1467–1472 Balthasar II.
- 1461–1467 und 1472 Johann II.
- 1472–1500 Albrecht der Beherzte, Herzog von Sachsen
- 1500–1539 Georg der Bärtige, Herzog von Sachsen
- 1539–1541 Heinrich der Fromme, Herzog von Sachsen und Markgraf von Meißen
- 1541–1549 Moritz von Sachsen, Herzog von Sachsen und Kurfürst
  - 1549 Heimfall an die Krone Böhmen
  - 1553–1601 verpfändet an die Freiherrn von Promnitz
- 1628–1634 Albrecht von Wallenstein
  - 1634 konfisziert für die Krone Böhmen
- 1646–1677 Wenzel Eusebius von Lobkowitz, Präsident des Hofrats (Haus Lobkowicz)
- 1677–1715 Ferdinand August von Lobkowitz
- 1715–1737 Philipp Hyazinth von Lobkowitz
- 1737–1739 Wenzel Ferdinand Karl von Lobkowitz († 1739), stirbt Jung
- 1739–1784 Ferdinand Philipp Joseph von Lobkowitz
- 1784–1786 Franz Joseph Maximilian von Lobkowitz († 1816), verkauft an Biron
- 1786–1800 Peter von Biron, Herzog von Kurland und Semgallen (Haus Biron von Curland)
- 1800–1839 Wilhelmine von Sagan
- 1839–1842 Pauline von Sagan
- 1842–1862 Dorothea von Sagan ⚭ Edmond de Talleyrand-Périgord (Haus Talleyrand-Périgord)
- 1862–1898 Louis Napoleon de Talleyrand-Périgord († 1898)
- 1898–1910 Boson de Talleyrand-Périgord († 1910)
- 1910–1929 Hélie de Talleyrand-Périgord († 1937)
- (dynastische Nachfolgerin:) Helen Violette de Talleyrand-Périgord, Herzogin von Sagan (1915–2003), verheiratete Gräfin von Pourtalès